# دیا ایوتیمووا
 دیا ایوتیمووا (بلغاری: Диа Евтимова؛ زادهٔ ۳۰ آوریل ۱۹۸۷) یک تنیس‌باز اهل بلغارستان است. 